# Escala Santa
L'Escala Santa (en italià Scala Santa) és un conjunt de vint-i-vuit esglaons de marbre, actualment recoberts de fusta, a la capella del Sancta Sanctorum, que formava part de l'antic Palau del Laterà, localitzat davant de la basílica de Sant Joan del Laterà (Roma). Segons la tradició, aquests esglaons formaren part del pretori de Ponç Pilat i Jesús els pujà quan fou jutjat i condemnat a mort. Llegendes medievals expliquen que l'Escala Santa fou portada de Jerusalem a Roma pels volts de l'any 326 per Santa Helena de Constantinoble, mare de l'emperador Constantí I el Gran. Aquesta escala només és permès de pujar-la de genolls, cosa que fan molts creients per tal d'aconseguir la indulgència plenària.